# First Floor Power
First Floor Power är en svensk musikgrupp som bildades av Jenny Wilson och Karl-Jonas Winqvist i Malmö 1997. Då med Stefan Rausfält på trummor. Ett halvår senare anslöt sig Jennys lillasyster Sara Wilson och trummisen Per Lager tog över efter Stefan. Bandet uppmärksammades på bred front när dokumentären Det är svårt att le med en svart tand i munnen visades på Sveriges Television 2000. 
Jonas Jonasson från bob hund har producerat albumen We Are the People, There Is Hope och Nerves.
I samband med gruppens 20-årsjubileum återförenades de i maj 2017 efter flera års uppehåll för en konsert på Inkonst i Malmö respektive en i Köpenhamn och Stockholm.

## Bandmedlemmar
- Sara Wilson - sång och bas
- Karl-Jonas Winqvist - sång och klaviatur
- Per Lager - sång och trummor

## Tidigare bandmedlemmar
- Jenny Wilson - sång och gitarr
- Stefan Rausfält - trummor

## Diskografi
- 2000 - We Are the People  CDM
- 2000 - Time Time   CDM
- 2001 - There Is Hope  CD
- 2001 - Love Will Come Knocking  CDS
- 2002 - The Covers  7"
- 2003 - Happy Endings CDM
- 2003 - Nerves  CD
- 2008 - The Jacket  12"
- 2008 - Don't Back Down  CD